# Омега (роман)
Омега — це книга Джека Макдевіта, що виграла Меморіальну премію імені Джона В. Кемпбелла і була номінована на премію «Неб'юла» в 2004 році. Таємниця, що оточує руйнівні «Хмари Омеги» (які вперше з’явилися в "Двигуни Бога") залишається невивченою до "Омега".

## Стислий сюжет
Виявлено що світ гуманітарних істот знаходиться на шляху хмари Омеги, таємничі хмари енергії, що плавають у космосі та атакують і руйнують що-небудь з прямим кутом. Хатч є частиною експедиції , що намагається врятувати використовуючи вражаюче нове відкриття.